# 邓经纬
邓经纬（1914年—1998年），男，江西兴国人，中华人民共和国军事人物，中国人民解放军少将，曾任四川省军区政治委员。